# Étienne Didot
Pour les articles homonymes, voir Didot.
Étienne Didot, né le 24 juillet 1983 à Paimpol (Côtes-d'Armor), est un ancien footballeur français qui évoluait au poste de milieu de terrain.

## Biographie

### Stade rennais
Étienne Didot débute en Ligue 1 en janvier 2002, à l'âge de 18 ans, avec le Stade rennais, son club formateur. Rapidement, il devient titulaire indiscutable au poste de milieu défensif, où son volume de jeu et sa capacité à se projeter vers l'avant font merveille. En outre, ses origines bretonnes et sa combativité sur le terrain séduisent le public rennais, dont il devient peu à peu l'un des joueurs préférés. 
Sous la houlette d'Étienne Didot, le Stade rennais se classe deux fois quatrième du championnat, en 2005 et 2007, et se qualifie pour la coupe de l'UEFA pour les deux premières fois de son histoire. 
Étienne Didot devient également capitaine de son club, ce qui contribue à accroître sa popularité auprès du public. 
La saison 2007-2008 sera beaucoup plus difficile. Le club connaît pourtant un bon début de saison, et à l'automne 2007, Étienne Didot fait même partie de la pré-sélection de l'équipe de France A de football. Mais le club se met à enchaîner les mauvais résultats. Au même moment, Étienne Didot reste éloigné des terrains pour cause de blessures, et les rares matches qu'il dispute sont assez médiocres. Le 17 décembre 2007, Pierre Dréossi cède sa place d'entraîneur à Guy Lacombe. Étienne Didot perd alors sa place de titulaire et joue très peu jusqu'à la fin de la saison. Les bons résultats du club en fin de saison accréditent d'ailleurs le choix de Guy Lacombe. 

### Toulouse FC
Face au manque de confiance de son entraîneur, Étienne Didot choisit de s'exiler au Toulouse FC à l'intersaison 2008. Après un début de saison assez moyen, le club enchaîne les bons résultats et se met à jouer les premiers rôles en championnat. Titulaire indiscutable tout au long de la saison, Étienne Didot joue un rôle prépondérant dans ces bons résultats. Il est même nommé capitaine pendant une période.
Fidèle à ses origines bretonnes, Étienne Didot devient en 2012 le parrain du Trégor Football Club, école de football regroupant les clubs de l'AS Tréguier, de l'US Pays Rochois et de la JS Langoat, lieu de naissance de son père.
En avril 2016, il fait partie d'une liste de 58 joueurs sélectionnables en équipe de Bretagne, dévoilée par Raymond Domenech qui en est le nouveau sélectionneur.

### EA Guingamp
Le 15 juin 2016, Étienne Didot retourne en Bretagne après huit saisons passées dans le club toulousain, en signant un contrat de deux ans avec l'En avant Guingamp pour des raisons familiales, ayant été libéré par le Toulouse FC pour ses nombreux services rendus. Le 21 avril 2018, il marque un but remarquable lors de la victoire de son club sur l'AS Monaco 3-1. À la fin de la saison 2017-18 et de son contrat, il se réengage à 34 ans pour une année supplémentaire avec le club breton.

### Retraite sportive
En mars 2019, le joueur annonce qu'il mettra un terme à sa carrière à la fin de la saison, après dix-huit saisons jouées en première division .
Après sa dernière saison, il devient consultant dans l'émission L'Équipe du soir.
Au cours de l'année 2022, il s'installe au Chili, d'où est originaire son épouse. Il y supervise les joueurs du continent sud-américain en faveur du LOSC Lille. Il est notamment initiateur du recrutement d'Ignacio Miramón.

## Vie privée
Son frère, Sylvain Didot, est également footballeur professionnel, notamment ancien joueur de Reims en Ligue 2 et Toulouse en Ligue 2 et Ligue 1. Il s'est reconverti dans une carrière d’entraineur.
Depuis 2009, Étienne Didot est en couple avec la chanteuse chilienne Maria-Paz (participante à la saison 7 de la Nouvelle Star), avec qui il a trois enfants.

## Carrière
Le tableau suivant récapitule les statistiques d'Étienne Didot durant sa carrière professionnelle
,,.
| Saison                | Club                  | Championnat           | Championnat | Championnat | Coupe nationale | Coupe nationale | Coupe de la Ligue | Coupe de la Ligue | Compétition(s) continentale(s) | Compétition(s) continentale(s) | Compétition(s) continentale(s) | Total | Total |
| Saison                | Club                  | Division              | M.          | B.          | M.              | B.              | M.                | B.                | Comp.                          | M.                             | B.                             | M.    | B.    |
| 2001-2002             | Stade rennais FC      | Division 1            | 2           | 0           | -               | -               | 1                 | 0                 | -                              | -                              | -                              | 3     | 0     |
| 2002-2003             | Stade rennais FC      | Ligue 1               | 20          | 0           | 3               | 0               | 0                 | 0                 | -                              | -                              | -                              | 23    | 0     |
| 2003-2004             | Stade rennais FC      | Ligue 1               | 28          | 0           | 4               | 0               | 1                 | 0                 | -                              | -                              | -                              | 33    | 0     |
| 2004-2005             | Stade rennais FC      | Ligue 1               | 34          | 1           | 3               | 0               | -                 | -                 | -                              | -                              | -                              | 37    | 1     |
| 2005-2006             | Stade rennais FC      | Ligue 1               | 19          | 1           | 1               | 0               | -                 | -                 | C3                             | 5                              | 0                              | 25    | 1     |
| 2006-2007             | Stade rennais FC      | Ligue 1               | 25          | 1           | 1               | 0               | 1                 | 0                 | -                              | -                              | -                              | 27    | 1     |
| 2007-2008             | Stade rennais FC      | Ligue 1               | 24          | 2           | 1               | 0               | 2                 | 0                 | C3                             | 2                              | 0                              | 29    | 2     |
| Sous-total            | Sous-total            | Sous-total            | 152         | 5           | 13              | 0               | 5                 | 0                 | -                              | 7                              | 0                              | 177   | 5     |
| 2008-2009             | Toulouse FC           | Ligue 1               | 29          | 2           | 3               | 0               | 0                 | 0                 | -                              | -                              | -                              | 32    | 2     |
| 2009-2010             | Toulouse FC           | Ligue 1               | 26          | 1           | 2               | 0               | 2                 | 0                 | C3                             | 4                              | 0                              | 34    | 1     |
| 2010-2011             | Toulouse FC           | Ligue 1               | 36          | 2           | 1               | 0               | 0                 | 0                 | -                              | -                              | -                              | 37    | 2     |
| 2011-2012             | Toulouse FC           | Ligue 1               | 23          | 1           | 1               | 0               | 0                 | 0                 | -                              | -                              | -                              | 24    | 1     |
| 2012-2013             | Toulouse FC           | Ligue 1               | 36          | 2           | 2               | 0               | 2                 | 0                 | -                              | -                              | -                              | 40    | 2     |
| 2013-2014             | Toulouse FC           | Ligue 1               | 33          | 1           | 1               | 0               | -                 | -                 | -                              | -                              | -                              | 34    | 1     |
| 2014-2015             | Toulouse FC           | Ligue 1               | 20          | 0           | 1               | 0               | -                 | -                 | -                              | -                              | -                              | 21    | 0     |
| 2015-2016             | Toulouse FC           | Ligue 1               | 23          | 0           | 2               | 0               | 1                 | 0                 | -                              | -                              | -                              | 26    | 0     |
| Sous-total            | Sous-total            | Sous-total            | 226         | 9           | 13              | 0               | 5                 | 0                 | -                              | 4                              | 0                              | 248   | 9     |
| 2016–2017             | EA Guingamp           | Ligue 1               | 28          | 1           | 3               | 0               | 0                 | 0                 | -                              | -                              | -                              | 31    | 1     |
| 2017–2018             | EA Guingamp           | Ligue 1               | 23          | 2           | 0               | 0               | 0                 | 0                 | -                              | -                              | -                              | 23    | 2     |
| 2018–2019             | EA Guingamp           | Ligue 1               | 31          | 1           | 2               | 0               | 3                 | 0                 | -                              | -                              | -                              | 36    | 1     |
| Sous-total            | Sous-total            | Sous-total            | 82          | 4           | 5               | 0               | 3                 | 0                 | -                              | -                              | -                              | 90    | 4     |
| Total sur la carrière | Total sur la carrière | Total sur la carrière | 460         | 18          | 31              | 0               | 13                | 0                 | -                              | 11                             | 0                              | 515   | 18    |

## Palmarès

### En club
- En avant Guingamp
  - Finaliste de la Coupe de la Ligue en 2019.